# Ring Rage
Ring Rage (リングレイジ?, Ringu Reiji) è un videogioco di wrestling per arcade edito dalla Taito nel 1992. Ebbe un'unica conversione per la portatile Game Boy, pubblicato in Nord America da Natsume.
Delle versioni per il Super Nintendo e Sega Mega Drive erano pianificate ma furono cancellate.

## Modalità di gioco
In Ring Rage possono prendere parte fino a quattro giocatori contemporaneamente, i quali competono l'uno contro l'altro o in coppia.
Un lottatore scelto all'inizio della partita viene controllato con un joystick a otto direzioni, usato per il movimento, e spostandolo due volte nella stessa direzione può scattare o arrampicarsi su un palo d'angolo. I due pulsanti presenti sono pulsanti di attacco e vengono usate tecniche diverse a seconda della situazione con l'avversario e alcune tecniche possono essere eseguite premendoli contemporaneamente. Il grappling viene eseguito in automatico quando si avvicina all'avversario, ma può anche essere eseguita manualmente usando il pulsante d'attacco e la direzione del joystick.
Alcuni incontri verranno disputati in match tipo Hell in a Cell, dove l'avversario viene danneggiato facendolo oscillare contro le corde e sbattendolo contro la gabbia. Il giocatore ottiene la vittoria dell'incontro eseguendo uno schienamento in tre conteggi, oppure mediante una sottomissione o buttando l'avversario avversario fuori dal ring. Indipendentemente dal fatto che si vince o si perde, alla fine di ogni incontro viene ricevuto denaro per il combattimento.
Questo titolo si compone di tre diverse modalità:
- Tournament – La principale in cui vede il giocatore impegnato a vincere il titolo dei pesi massimi della TWF in una serie di quattro incontri;
- Battle Royal – Un incontro tutti contro tutti dove ne resterà soltanto uno. E solo qui si possono usufruire di vari oggetti sul ring per danneggiare l'avversario;
- Extra Match – Un singolo match composto da tre round, dove colui che vincerà due round su tre è dichiarato il vincitore.

### Wrestler disponibili
- Gunboat Rodie – altezza: 6' 05", peso: 230.
- Killer the Shaddam dal Medio Oriente – altezza: 6' 03", peso: 270.
- B.B. Scorpion – altezza: 6' 09", peso: 300.
- Spike – altezza: 7' 06", peso: 330; Knuckle – altezza: 5' 05", peso: 280.
- Kelly Deckard da Hong Kong – altezza: 6' 03", peso: 245.
- K.O. Joe – altezza: 6' 04", peso: 260.
- Yasha, the Ninja Warrior – altezza: 6' 00", peso: 220.